# Ceretolo (Neviano degli Arduini)
Ceretolo è una frazione del comune di Neviano degli Arduini, in provincia di Parma.
La località dista 7,28 km dal capoluogo.

## Geografia fisica
Ceretolo sorge alla quota di 430 m s.l.m. sul fianco sud-est del monte Cerreto, sul versante sinistro della Val d'Enza.

## Storia
Il borgo fu fondato in epoca medievale; la più antica testimonianza dell'esistenza di Ceritulo risale al 3 marzo 1027, quando la località fu menzionata in un atto notarile di vendita di un terreno.
In seguito a servizio del centro abitato fu edificata una cappella, nominata per la prima volta nel 1230.
Il territorio all'epoca dipendeva dal Comune di Parma: nel 1475 gli Anziani, su indicazione del duca di Milano Galeazzo Maria Sforza, incaricarono l'ufficiale Giovanni Francesco Bergonzi di custodire per loro conto i centri di Cedogno, Ceretolo, Mediano, Sasso, Lodrignano e Provazzano.
Nel 1502 gli abitanti delle località di confine di Lodrignano, Sasso, Ceretolo e Mediano si ribellarono invano al Comune di Parma, probabilmente sobillati dal duca di Ferrara Ercole I d'Este, intenzionato a espandere il proprio dominio anche oltre l'Enza.
In seguito Ceretolo fu assegnata in feudo dapprima al conte Alessandro della Casa e infine ai conti Liberati, fino alla soppressione dei diritti feudali sancita dai decreti napoleonici nel 1805.

## Monumenti e luoghi d'interesse

### Chiesa di San Prospero

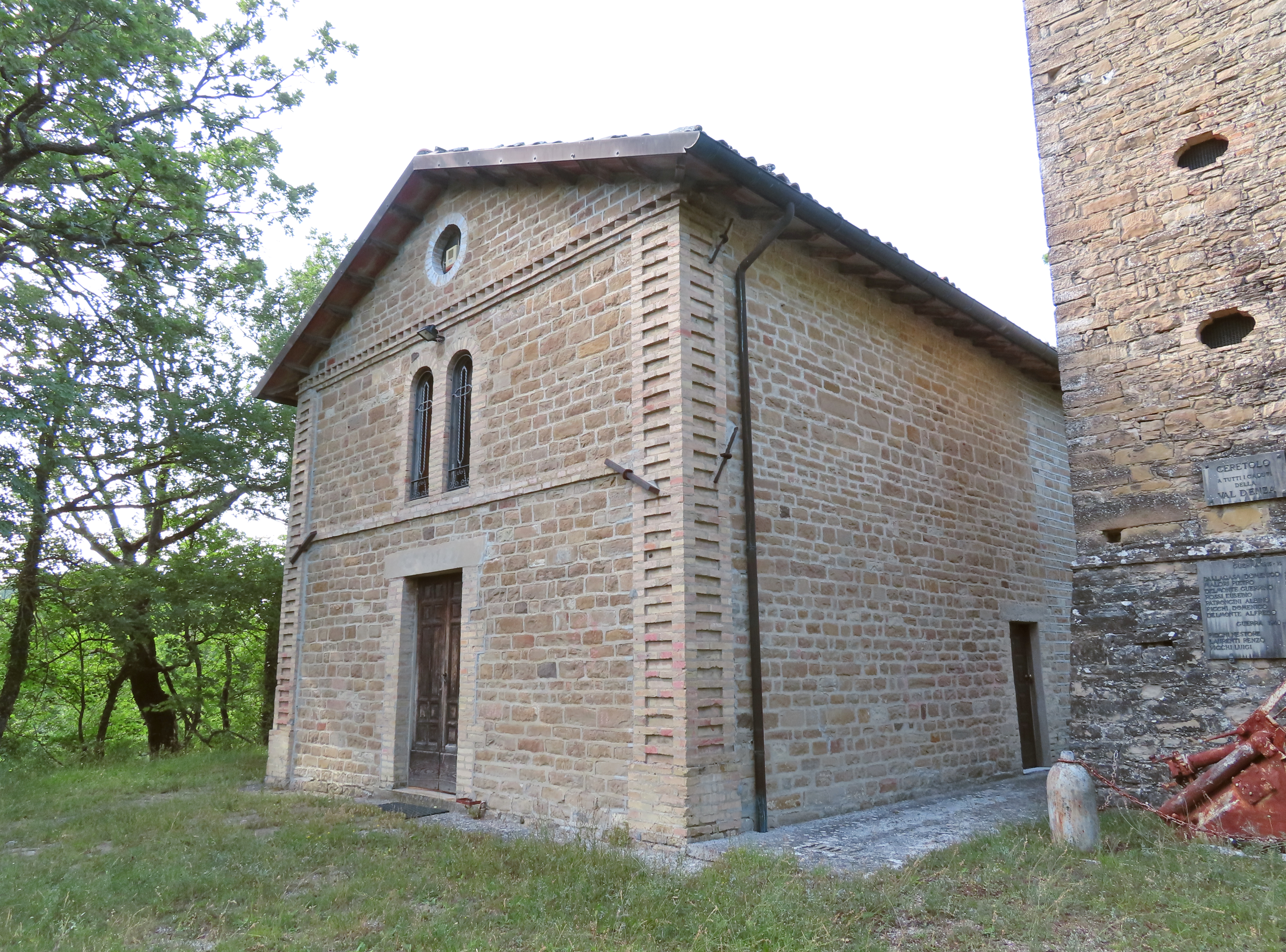
Chiesa di San Prospero

Menzionata per la prima volta nel 1230, la cappella originaria fu ricostruita nel 1507 ed elevata a sede parrocchiale autonoma nel 1564; ristrutturata nel 1695, fu internamente modificata nel 1885 e affiancata dal campanile nel 1891; distrutta da un terremoto nel 1920, fu riedificata in forme neoromaniche tra il 1923 e il 1943. Il tempio, sviluppato su una pianta a navata unica, presenta una simmetrica facciata a capanna, rivestita in conci regolari di arenaria e delimitata da paraste in laterizio; all'interno il presbiterio accoglie una pala d'altare seicentesca.

### Oratorio di Sant'Antonio da Padova
Edificato in stile neoclassico, il piccolo oratorio presenta una facciata a capanna, delimitata da due lesene doriche a sostegno del frontone triangolare di coronamento, al cui centro è collocato un medaglione marmoreo raffigurante Sant'Antonio da Padova.

## Geografia antropica
La frazione risulta composta da tre principali nuclei abitati distinti: Ceretolo, La Chiastra e Il Palazzo.